# Château-Gontier-sur-Mayenne
Château-Gontier-sur-Mayenne ist eine französische Gemeinde mit 16.539 Einwohnern (Stand: 1. Januar 2022) im Département Mayenne in der Region Pays de la Loire. Sie ist der Hauptort des Arrondissements Château-Gontier.
Sie entstand als Commune nouvelle mit Wirkung vom 1. Januar 2019 durch die Zusammenlegung der bisherigen Gemeinden Château-Gontier, Azé und Saint-Fort, die in der neuen Gemeinde den Status einer Commune déléguée haben. Der Verwaltungssitz befindet sich im Ort Château-Gontier.

## Gliederung
| Ortsteil                          | ehemaliger INSEE-Code | Fläche (km²) | Einwohnerzahl zum 1. Januar 2022 |
| --------------------------------- | --------------------- | ------------ | -------------------------------- |
| Château-Gontier (Verwaltungssitz) | 53062                 | 28,03        | 11.422                           |
| Azé                               | 53014                 | 29,67        | 03.307                           |
| Saint-Fort                        | 53215                 | 10,79        | 01.810                           |

## Geographie
Die Gemeinde liegt rund 28 Kilometer südlich von Laval. Der Fluss Mayenne durchquert das Gemeindegebiet. Nachbargemeinden sind: La Roche-Neuville und Fromentières im Norden, Gennes-Longuefuye im Nordosten, Châtelain im Osten, Coudray im Südosten, Ménil im Süden, Chemazé im Südwesten, Prée-d’Anjou im Westen, sowie Marigné-Peuton im Nordwesten.